# Blue Streak (Cedar Point)
Pour les articles homonymes, voir Blue Streak (homonymie).
Blue Streak sont des montagnes russes en bois du parc Cedar Point, situé à Sandusky, Ohio, aux États-Unis.

## Description
Blue Streak signifie « bande bleue » car la voie est bleu clair avec ses supports blancs. Le type de cette attraction est montagnes russes aller & retour avec de nombreux airtimes dans certains de ces types de montagnes russes en bois, tout comme Blue Streak. Le parcours de montagnes russes longe le parking du parc, soit une partie du côté ouest.
L'attraction se situe juste à côté du Raptor.

## Statistiques
- Numéro de série : 131
- Trains : deux trains avec quatre wagons par train. Les passagers sont placés par deux sur trois rangées pour un total de 24 passagers par train.